# Juquilita, San Agustín Loxicha
Juquilita är en ort i Mexiko.   Den ligger i kommunen San Agustín Loxicha och delstaten Oaxaca, i den sydöstra delen av landet, 500 km sydost om huvudstaden Mexico City. Juquilita ligger 1 863 meter över havet och antalet invånare är 385.
Terrängen runt Juquilita är bergig västerut, men österut är den kuperad. Runt Juquilita är det ganska tätbefolkat, med 83 invånare per kvadratkilometer. Närmaste större samhälle är San Agustín Loxicha, 4,5 km väster om Juquilita. I omgivningarna runt Juquilita växer i huvudsak städsegrön lövskog.